# Andreas Puff-Trojan

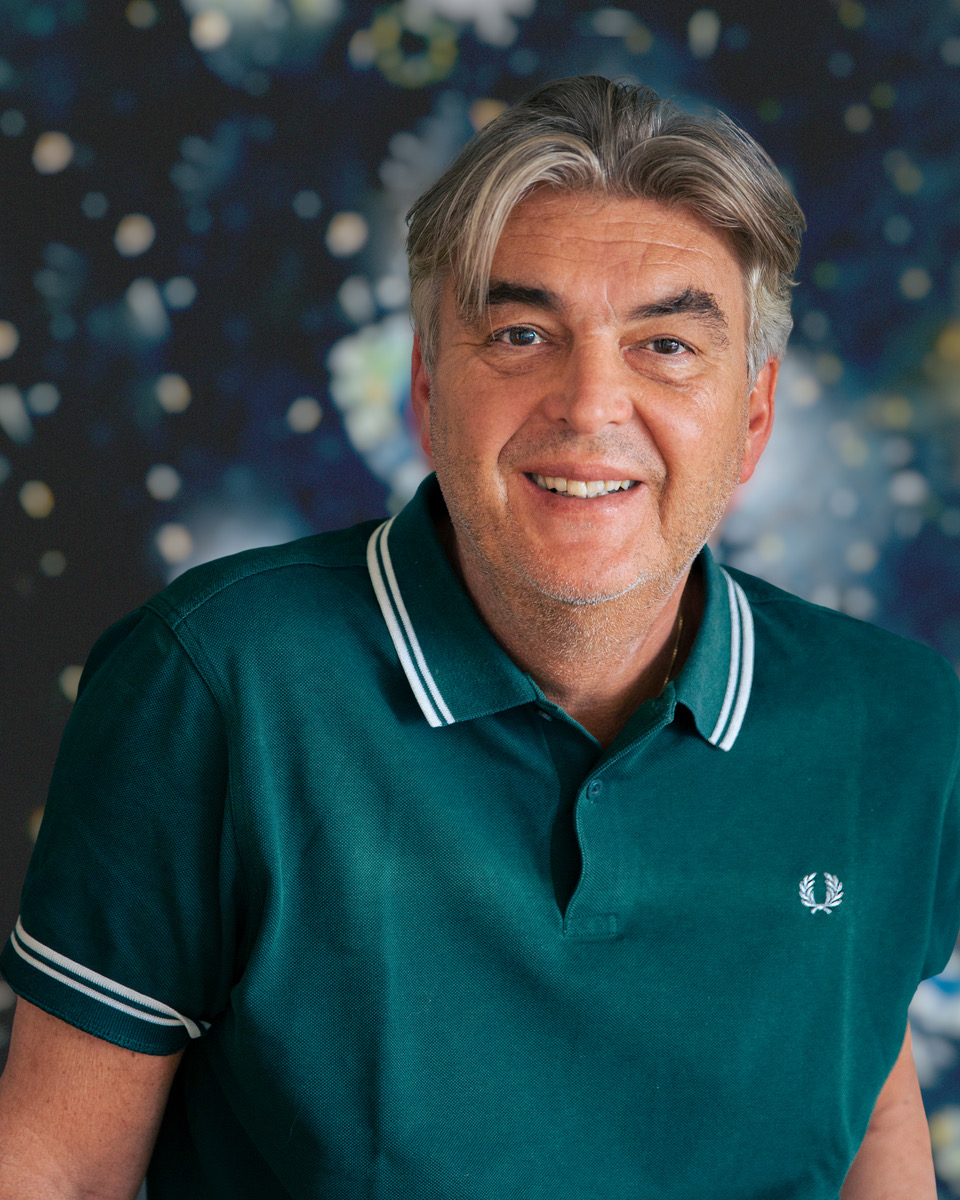
Andreas Puff-Trojan (München 2021)

Andreas Puff-Trojan (* 20. Dezember 1960 in Wien) ist ein österreichischer Autor und Literaturwissenschaftler.

## Leben
Andreas Puff-Trojan wurde in Wien geboren, wo er ein  Studium der Germanistik, Philosophie und Logistik absolvierte. Darauf folgten Universitätslektorate in Budapest und Paris. Er war Lehrbeauftragter und Dozent u. a. an der Universität Osnabrück und ist nun Professor für Allgemeine und Vergleichende Literaturwissenschaft an der Ludwig-Maximilians-Universität München, wo er jetzt lebt. Im Studienjahr 2010/11 war er Gastprofessor an der Kunstuniversität Linz / Abteilung Staging Knowledge.
Er ist für das Börsenblatt für den Deutschen Buchhandel tätig, arbeitet als Kulturjournalist für die Tageszeitungen Münchner Merkur, Der Standard, Die Presse, Die Welt, Die Zeit und macht im Bayerischen Rundfunk wie für den SWR und ORF Rezensionen, Sendungen und ganze Reihen. Er veröffentlichte zahlreiche Aufsätze in deutscher und französischer Sprache zu Literatur, Kunst und Philosophie.

## Bibliografie
Autor
- Textwechsel. Hrsg. gem. m. Horst Gerald Ganglbauer, Sonderzahl, Wien 1992, ISBN 3-85449-044-5.
- Wien/Berlin/Dada. Reisen mit Dr. Serner. Sonderzahl, Wien 1993, ISBN 3-85449-059-3.
- Der Pfiff aufs Ganze. Studien zu Dr. Serner. Hrsg. gem. m. Wendelin Schmidt-Dengler, Sonderzahl, Wien 1998, ISBN 3-85449-091-7.
- SchattenSchriften. Deutschsprachige und französische Avantgarde-Literatur nach 1945. Sonderzahl, Wien 2008, ISBN 978-3-85449-280-1.
- Gottlose Gottsucher: Gustave Flauberts „Die Versuchung des heiligen Antonius“ und Friedrich Nietzsches „Also sprach Zarathustra“. Ein Essay. Sonderzahl, Wien 2014, ISBN 978-3-85449-417-1.
- Gä Weida Dada. 100 Jahre Dada und München. Hrsg. und Autor gem. mit 13 Co-Autoren. Black Ink 2016, ISBN 978-3-930654-40-6.
- Vampire! Schattengewächse der Aufklärung. Über uns aufgeklärte Menschen im Angesicht der Un-Toten. Sonderzahl, Wien 2021, ISBN 978-3-85449-587-1.
- Der Surrealismus. Kunst, Literatur, Leben. C. H. Beck 2024, ISBN 978-3-406-82276-6.

Herausgeber von Neuausgaben
- Walter Serner: Die Tigerin: Eine absonderliche Liebesgeschichte. Residenz, Salzburg 1998, ISBN 978-3-7017-1142-0.
- Walter Serner: Letzte Lockerung. Ein Handbrevier für Hochstapler und solche, die es werden wollen. Manesse, 2007, ISBN 978-3-7175-2148-8, E-Book 2009, ISBN 978-3-641-01882-5.
- Walter Serner: Der rote Strich. Kriminalgeschichten. Manesse 2015, ISBN 978-3-7175-2390-1.
- Dada Almanach. Vom Aberwitz ästhetischer Contradictionen. Manesse 2016, ISBN 978-3-7175-4091-5.